# Leptostomias longibarba
Leptostomias longibarba és una espècie de peix de la família dels estòmids i de l'ordre dels estomiformes.

## Morfologia
- Els mascles poden assolir 32,5 cm de longitud total.[4][5]

## Hàbitat
És un peix marí i d'aigües profundes.

## Distribució geogràfica
Es troba a l'Atlàntic oriental (entre Irlanda i les Illes Açores, i entre les Illes Canàries i Sud-àfrica -tret del golf de Guinea-), l'Atlàntic occidental (Bermuda) i el nord-oest del Pacífic.